# Catedral de San Pedro (Gizo)
La Catedral de San Pedro o simplemente Catedral de Gizo (en inglés: St. Peter’s Cathedral) es el nombre que recibe un edificio religioso afiliado a la Iglesia Católica que se encuentra ubicado en la ciudad de Gizo la segunda localidad más grande en las Islas Salomón un país de Oceanía.
El templo en la isla Gizo y la provincia occidental fue inaugurado y bendecido por el obispo E. J. Crawford el 18 de junio de 1964, sigue el rito romano o latino y es una de las 3 catedrales católicas en esa nación y es la iglesia madre de la diócesis de Gizo (Dioecesis Ghizotana) Sufragánea de la arquidiócesis de Honiara y que empezó como vicariato apostólico en 1959, siendo elevada a su actual estatus en 1966 mediante la bula "Laeta incrementa" del papa Pablo VI.
El edificio de la catedral sufrió daños en el terremoto y tsunami de abril de 2007, posteriormente fue remodelado y ampliado con ocasión de los 50 años de la fundación del templo.
Esta bajo la responsabilidad pastoral del obispo Luciano Capelli.